# Graduación de dificultad

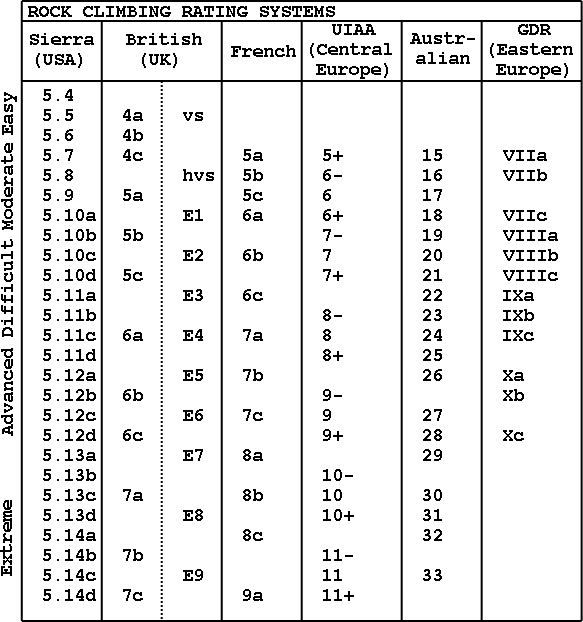
Sistemas para clasificación de vías de escalada.

En las diferentes modalidades de escalada, los escaladores gradúan las vías basándose en diferentes factores como dificultad técnica, peligro, exposición y dificultad para asegurarse.
Cada modalidad de escalada tiene su propia graduación de dificultad y en algunas modalidades incluso cada país o región desarrolla su propia graduación basándose en diferentes factores (exposición, dificultad, etcétera). Por lo tanto, no siempre se pueden comparar fácilmente las graduaciones.

## Escalada libre
En escalada libre hay muchos sistemas de graduación.

### Brasileño
El sistema brasileño es similar al sistema francés con pequeñas modificaciones.

### Union Internationale des Associations d'Alpinisme (UIAA)
El sistema de graduación UIAA es usado principalmente en Alemania, Austria y Suiza. Está representado por números romanos a partir del I (más fácil) y está abierta por arriba. Se puede añadir un signo + o - para diferenciar mejor las dificultades.

### Francés
El sistema francés de graduación considera la dificultad total de la escalada teniendo en cuenta la dificultad de los movimientos y la longitud de la vía. Los grados son numerados empezando por 1 (muy fácil) y queda abierta por arriba. Cada grado puede ser subdividido al añadir una letra (a, b, c). Además se puede añadir un signo + para aclarar mejor la dificultad. Por ejemplo: 5c+, 6a, 6a+, 6b, 6b+. Muchos países europeos utilizan este sistema de graduación pero puede que las dificultades no sean las mismas.

### Británico
El sistema de graduación de escalada deportiva utilizado en Gran Bretaña e Irlanda es el sistema francés. A veces se añade un prefijo "F" que denota sistema francés. No confundir con un prefijo "f" que denota grado fontainebleau (grado a bloque.
El sistema de graduación de escalada tradicional tiene dos partes: una graduación adjetival (easy, moderate, difficult, very difficult, hard very difficult, severe, hard severe, hard very severe, extreme 1, extreme 2... ) y una graduación técnica que utiliza la misma nomenclatura que la graduación francesa (4a, 4b, 4c, 5a...) pero no es directamente comparable. El grado máximo en esta escala, por el momento, es de 7b. Además esta graduación técnica hace referencia al paso más duro de la vía, y no a la graduación técnica de la vía completa.
El sistema de graduación de escalada tradicional británico no es fácil de entender a priori, pero da información no sólo sobre la dificultad de a vía, sino sobre las posibilidades de protección. Así, una vía cotada como HVS 4b será fácil técnicamente (dentro del grado HVS), pero con pocas posibilidades de protección; por el contrario, una vía cotada como HVS 5b será una vía con movimientos más duros pero con muy buenas posibilidades de protección. De esta forma, cada grado adjetival (D, VD, HVD, S, HS, etc) lleva asociado un rango de grados técnicos. Si el grado técnico de una vía concreta esta en lo bajo del rango, esta vía será expuesta; mientras que si el grado técnico está en lo alto del rango, esta vía será relativamente segura. A pesar de esto, la graduación técnica en el sistema británico se hace más subjetiva en los grados altos, por lo que se pueden encontrar vías de 7a con graduación adjetival entre E7 y E11. En la página de Rockfax se pueden encontrar unas tablas útiles para entender estas conversiones.

### Sistema Decimal Yosemite (YDS)
El sistema Decimal Yosemite fue desarrollado por el Club Sierra en los años 30 para graduar las excursiones y escaladas en Sierra Nevada (California).
El YDS consiste en 3 partes: el grado (compromiso), la clase (dificultad técnica del paso más difícil) y la protección. El grado y la protección son opcionales. Algunos ejemplos: El Capitán – The North America Wall VI, 5.8, A5[3] o Medlicott Dome – Bachar/Yerian 5.11c (X,***)

### Sistema Australiano (Ewbank)
El sistema Ewbank se usa en Australia, Nueva Zelanda y Sudáfrica. Fue desarrollado en 1960 por John Ewbank (Ewbank también desarrolló un sistema de graduación para escalada artificial que usa el prefijo "M"). El sistema Ewbank para escalada libre comienza por 1 y no tiene límite superior (el grado más alto aceptado en 2007 era 34).
El sistema Ewbank originalmente valora sólo el paso más difícil de la vía, mientras que el resto de factores (exposición, calidad de la protección,...) se detallan en la descripción textual de la vía.

### Comparación de graduaciones de dificultad
The International Mountaineering and Climbing Federation (UIAA) ha comparado las diferentes graduaciones de dificultad de escalada libre.
| Comparación de los diferentes sistemas de graduación de escalada libre | Comparación de los diferentes sistemas de graduación de escalada libre | Comparación de los diferentes sistemas de graduación de escalada libre | Comparación de los diferentes sistemas de graduación de escalada libre | Comparación de los diferentes sistemas de graduación de escalada libre | Comparación de los diferentes sistemas de graduación de escalada libre | Comparación de los diferentes sistemas de graduación de escalada libre | Comparación de los diferentes sistemas de graduación de escalada libre | Comparación de los diferentes sistemas de graduación de escalada libre | Comparación de los diferentes sistemas de graduación de escalada libre |  |
| ---------------------------------------------------------------------- | ---------------------------------------------------------------------- | ---------------------------------------------------------------------- | ---------------------------------------------------------------------- | ---------------------------------------------------------------------- | ---------------------------------------------------------------------- | ---------------------------------------------------------------------- | ---------------------------------------------------------------------- | ---------------------------------------------------------------------- | ---------------------------------------------------------------------- |  |
|                                                                        |                                                                        |                                                                        |                                                                        |                                                                        |                                                                        |                                                                        |                                                                        |                                                                        |                                                                        |  |
| YDS (USA)                                                              | Británica (UK) Adj/Tecn                                                | Británica (UK) Adj/Tecn                                                | Francesa                                                               | UIAA (Centroeuropea)                                                   | Ewbank (Australiana)                                                   | Sajona. (Checa)                                                        | Finlandesa                                                             | Brasileña                                                              | Fontainebleau                                                          |  |
|                                                                        |                                                                        |                                                                        |                                                                        |                                                                        |                                                                        |                                                                        |                                                                        |                                                                        |                                                                        |  |
| 5.2                                                                    |                                                                        |                                                                        | 1                                                                      | I                                                                      |                                                                        | I                                                                      |                                                                        | Isup                                                                   |                                                                        |  |
| 5.3                                                                    |                                                                        |                                                                        | 2                                                                      | II                                                                     | 11                                                                     | II                                                                     |                                                                        | II                                                                     |                                                                        |  |
| 5.4                                                                    |                                                                        |                                                                        | 3                                                                      | III                                                                    | 12                                                                     | III                                                                    |                                                                        | IIsup                                                                  | 2                                                                      |  |
| 5.5                                                                    | 4a                                                                     | VD                                                                     | 4a                                                                     | IV                                                                     | 12                                                                     | IV                                                                     |                                                                        | III                                                                    | 3                                                                      |  |
| 5.6                                                                    |                                                                        | S                                                                      | 4b                                                                     | IV+                                                                    | 13                                                                     | V                                                                      | 5-                                                                     | IIIsup                                                                 |                                                                        |  |
| 5.7                                                                    | 4b                                                                     | HS                                                                     | 4c                                                                     | V                                                                      | 14                                                                     | VI                                                                     | 5                                                                      | IV                                                                     | 4a                                                                     |  |
| 5.8                                                                    | 4c                                                                     | VS                                                                     | 5a                                                                     | V+                                                                     | 15                                                                     | VIIa                                                                   | 5+                                                                     | IVsup                                                                  |                                                                        |  |
| 5.9                                                                    | 5a                                                                     | HVS                                                                    | 5c                                                                     | VI-/VI                                                                 | 16/17                                                                  | VIIb                                                                   |                                                                        | V                                                                      | 4b                                                                     |  |
| 5.10a                                                                  |                                                                        | E1                                                                     | 6a                                                                     | VI+                                                                    | 18                                                                     | VIIc                                                                   | 6-                                                                     | Vsup                                                                   |                                                                        |  |
| 5.10b                                                                  | 5b                                                                     |                                                                        | 6a+                                                                    |                                                                        | 19                                                                     |                                                                        |                                                                        | VI                                                                     |                                                                        |  |
| 5.10c                                                                  |                                                                        | E2                                                                     | 6b                                                                     | VII-                                                                   | 20                                                                     | VIIIa                                                                  | 6                                                                      |                                                                        |                                                                        |  |
| 5.10d                                                                  | 5c                                                                     |                                                                        | 6b+                                                                    | VII                                                                    | 21                                                                     | VIIIb                                                                  |                                                                        | VIsup                                                                  | 4c                                                                     |  |
| 5.11a                                                                  |                                                                        | E3                                                                     | 6c                                                                     | VII+                                                                   | 22                                                                     | VIIIc                                                                  | 6+                                                                     | VIIa                                                                   | 5a                                                                     |  |
| 5.11b                                                                  |                                                                        |                                                                        | 6c/6c+                                                                 | VIII-                                                                  | 23                                                                     |                                                                        |                                                                        |                                                                        |                                                                        |  |
| 5.11c                                                                  | 6a                                                                     | E4                                                                     | 6c+                                                                    | VIII                                                                   | 24                                                                     | IXa                                                                    | 7-                                                                     | VIIb                                                                   | 5b                                                                     |  |
| 5.11d                                                                  |                                                                        |                                                                        | 7a                                                                     | VIII+                                                                  | 25                                                                     | IXb                                                                    | 7                                                                      | VIIc                                                                   | 5c                                                                     |  |
| 5.12a                                                                  | 6b                                                                     | E5                                                                     | 7a+                                                                    | VIII+/-IX                                                              | 26                                                                     | IXc                                                                    | 7+                                                                     | VIIIa                                                                  | 6a                                                                     |  |
| 5.12b                                                                  |                                                                        |                                                                        | 7b                                                                     | -IX                                                                    |                                                                        |                                                                        | 8-                                                                     | VIIIb                                                                  | 6b                                                                     |  |
| 5.12c                                                                  |                                                                        | E6                                                                     | 7b+                                                                    | IX                                                                     | 27                                                                     | Xa                                                                     | 8                                                                      | VIIIc                                                                  | 6c                                                                     |  |
| 5.12d                                                                  | 6c                                                                     |                                                                        | 7c                                                                     | IX+                                                                    | 28                                                                     | Xb                                                                     | 8+                                                                     | IXa                                                                    | 7a                                                                     |  |
| 5.13a                                                                  |                                                                        | E7                                                                     | 7c+                                                                    | IX+/-X                                                                 | 29                                                                     | Xc                                                                     | 9-                                                                     | IXb                                                                    | 7a+                                                                    |  |
| 5.13b                                                                  |                                                                        |                                                                        | 8a                                                                     |                                                                        |                                                                        |                                                                        | 9                                                                      | IXc                                                                    | 7b                                                                     |  |
| 5.13c                                                                  | 7a                                                                     |                                                                        | 8a+                                                                    | X-                                                                     | 30                                                                     | XIa                                                                    | 9+                                                                     | Xa                                                                     | 7c                                                                     |  |
|                                                                        |                                                                        |                                                                        |                                                                        |                                                                        |                                                                        |                                                                        |                                                                        |                                                                        | 7c                                                                     |  |
| 5.13d                                                                  |                                                                        | E8                                                                     | 8b                                                                     | X                                                                      | 31                                                                     | XIb                                                                    | 10-                                                                    | Xb                                                                     | 7c+                                                                    |  |
| 5.14a                                                                  |                                                                        |                                                                        | 8b+                                                                    | X+                                                                     | 32                                                                     | XIc                                                                    | 10                                                                     | Xc                                                                     | 8a                                                                     |  |
| 5.14b                                                                  |                                                                        |                                                                        | 8c                                                                     |                                                                        |                                                                        |                                                                        | 10+                                                                    | XIa                                                                    | 8a+                                                                    |  |
| 5.14c                                                                  |                                                                        | E9                                                                     | 8c+                                                                    | XI-                                                                    | 33                                                                     |                                                                        | 11-                                                                    |                                                                        | 8b                                                                     |  |
| 5.14d                                                                  | 7b                                                                     |                                                                        | 9a                                                                     | XI                                                                     |                                                                        |                                                                        | 11                                                                     |                                                                        | 8b+                                                                    |  |
|                                                                        |                                                                        | E10                                                                    |                                                                        |                                                                        |                                                                        |                                                                        |                                                                        |                                                                        | 8c                                                                     |  |
| 5.15a                                                                  |                                                                        |                                                                        | 9a+                                                                    | XI+                                                                    |                                                                        |                                                                        | 11+                                                                    |                                                                        | 8c+                                                                    |  |
| 5.15b                                                                  |                                                                        | E11                                                                    | 9b                                                                     |                                                                        |                                                                        |                                                                        |                                                                        |                                                                        |                                                                        |  |
| 5.15c                                                                  |                                                                        |                                                                        | 9b+                                                                    |                                                                        |                                                                        |                                                                        |                                                                        |                                                                        |                                                                        |  |
|                                                                        |                                                                        |                                                                        | 9c                                                                     |                                                                        |                                                                        |                                                                        |                                                                        |                                                                        |                                                                        |  |

## Escalada o ascensión alpina
El sistema de graduación francés para vías alpinas está basado en la dificultad del conjunto total de la vía (aproximación, ascenso y descenso) teniendo en consideración la longitud, altitud, dificultad técnica, exposición, compromiso (posibilidades de retroceder, posibilidades de escapatoria,...). Este sistema de graduación utiliza las letras F, PD, AD, D, MD, ED y ABO para clasificar las ascensiones o vías de escalada.
| Graduación                                       | Descripción |
| ------------------------------------------------ | --- |
| F: Fácil                                         | Pendientes (de roca, nieve y/o hielo) con desniveles moderados, siempre inferiores al 45%, que se ascienden progresando (en nieve a veces con piolet). Trepadas fáciles hasta II grado. Algunos tramos en glaciar con grietas. Montañeros experimentados pueden ascender sin cuerda.                                                                        |
| PD: Poco Difícil.                                | Pendientes (de roca, nieve y/o hielo) con desniveles fuertes superiores siempre al 45%, aunque se suben andando. Aristas y crestas estrechas y aéreas. Trepadas de cierta dificultad, hasta III grado. Glaciares agrietados. El uso de la cuerda puede hacerse necesario en más de una ocasión.                                                             |
| AD: Algo Difícil                                 | Largas pendientes (de roca, nieve y/o hielo) con desniveles fuertes superiores siempre al 50%, aunque se puedan subir andando. Aristas y crestas estrechas y aéreas. Escaladas de dificultad moderada incluso en terreno vertical, grados III y IV. Glaciares muy agrietados y complicados. Uso obligatorio de cuerda. Solo para montañeros experimentados. |
| D: Difícil                                       | Escalada mantenida, tanto en roca (frecuentes IV), hielo o nieve |
| MD: Muy Difícil. En Francia, TD (très difficile) | Ascensiones y escaladas técnicas complicadas en cualquier tipo de terreno, pudiéndose alcanzar hasta el V grado de escalada clásica. Longitud considerable. Pendientes de graduación límite. Exposición muy alta. Requerida mucha técnica. En lugares remotos.                                                                                              |
| ED: Extremadamente Difícil                       | Dificultad extrema con enorme exposición, de larga duración, en lugares remotos |
| ABO: Abominable                                  | Extremadamente difícil y peligrosa |

A las cotaciones previas se les puede añadir un signo "+" (o "sup.") o un signo "-" (o "inf.") para ajustar mejor el grado. Una vía AD- será ligeramente más difícil que una vía PD+. A veces se añade un número (de 1 a 4) para ajustar mejor el grado de ED (ED1, ED2, ED3, ED4).
La escalada alpina puede consistir de tramos de escalada libre (normalmente nada o poco asegurados con clavos o spits), de escalada en hielo y/o nieve y de escalada artificial. Puesto que este sistema de graduación no especifica claramente la dificultad técnica máxima del recorrido, el grado alpino suele venir acompañado de la graduación de dificultad técnica del paso de escalada libre y/o artificial más difícil. Por ejemplo, una vía graduada como "D inf., V, A2" tiene una dificultad grobal de D inf. con el paso más complicado de escalada libre de V y el tramo más complicado de artificial de A2.
Las graduaciones de dificultad técnica en vías alpinas y ascensiones es el siguiente:
| Graduación      | Descripción | Escala francesa de escalada deportiva     |
| --------------- | --- | ----------------------------------------- |
| I               | Trepada donde es necesario apoyar los brazos. Requerido el uso de las manos para guardar el equilibrio. En algunos tramos aéreos se necesitará encordar a las personas poco experimentadas | 1                                         |
| II              | Trepada con muy buenos agarres en el que se usan los brazos para progresar. Trepada por una ladera con pocos agarres. En el ascenso se utilizará la cuerda con personas poco experimentadas y se recomienda para todos la cuerda en el descenso.                                                                        | 2                                         |
| III-, III, III+ | Escalada que puede llegar a ser vertical pero con buenos agarres. Se necesitará la cuerda para ascender. El descenso se realizará en rapel. Se necesitan conocimientos técnicos de progresar, asegurar y rapelar. Ascensión complicada en condiciones invernales. Se necesitan pies de gatos para personas no expertas. | 3a, 3b, 3c                                |
| IV-, IV, IV+    | Escalada propiamente dicha. Vertical con buenas presas, chimeneas, diedros, fisuras poco verticales... Se requiere una buena condición física. Se necesitan pies de gatos | 4a, 4b, 4c                                |
| V-              | Como IV pero mayor dificultad técnica | 5a                                        |
| V               | Como V- pero mayor dificultad técnica | 5b, 5c de chimenea o diedro               |
| V+              | Como V pero mayor dificultad técnica | Placa: 5c; Chimeneas, diedros: 5c, 6a, 6b |

Durante un tiempo, a principios del siglo XX, la graduación estuvo cerrada por arriba en V+ y vías de nivel 6a, 6b fueron graduadas como V+.
En escalada alpina, a partir del V+ se utiliza la graduación francesa de escalada en libre para especificar la dificultad del paso más complicado de escalada.
La escala de dificultad no incorpora ni el parámetro de exposición (una caída en ese tramo terminará muchos metros más abajo) ni el de "aéreo/no aéreo" (la sensación de vacío, vértigo).

## Escalada artificial
Para indicar la dificultad de una vía de escalada artificial se utiliza la letra A seguida por un número. Hay dos tipos de vías de escalada artificial: equipadas y no equipadas.
En las vías equipadas, los expansores (buril, spit, parabolt, químico) ya han sido puestos en la pared y como mucho solo hará falta colocar las chapas en los buriles. Para diferenciarla de la escalada artificial no equipada, se añade una letra "e" a la graduación.
| Graduación | Descripción                                                                                    |
| ---------- | ---------------------------------------------------------------------------------------------- |
| A0e        | Para progresar se necesitará colocar una cinta en un expansor (buril, spit, parabolt, químico) |
| A1e        | Utilización de estribos en tramo vertical                                                      |
| A2e        | Utilización de estribos en tramo extraplomado                                                  |
| A3e        | Utilización de estribos en tramo muy extraplomado o techo                                      |

Cuando en escalada libre se utilizan los seguros para la progresión (agarrarse de las cintas, pisar los seguros, descansar en los seguros,...) se está realizando el largo en A0e. En muchos topos de escalada libre se escribe frecuentemente como A0 por simplicidad.
En algunos topos se utiliza Ab para graduar una vía donde los buriles están equipados.
En las vías no equipadas no han sido colocados expansores pero sí que puede que haya clavos y pitones de cordadas anteriores. La graduación va de A0 a A6 y dependiendo del país la escala representará un factor diferente (caída en metros en caso de fallo de uno de los seguros, exposición, precariedad de los seguros, dificultad de colocar los seguros...). Una escala aproximada es:
| Graduación              | Descripción |
| ----------------------- | --- |
| A0                      | Dificultad: escalada en libre con agarre de mano de mosquetones y cintas, pisado sobre seguros, péndulos y travesías en tensión, descanso sobre el equipo. Seguridad: peligro escaso en caso de caída. Material: no son requeridos estribos. Quizá requerida una placa en caso de que no este equipado. |
| A1, artificial fácil    | Dificultad: Los seguros (escaleras de plaquetas, tornillos o clavos) suelen ser sencillos de instalar y sólidos. Instalación fácil y sólida de pitones para progresar. Grietas francas Seguridad: peligro bajo en caso de caída. Los seguros deberían aguantar una caída. Material: estribo, pitones |
| A2, artificial moderado | Dificultad: los seguros suelen ser sólidos pero delicados. Colocación sencilla de ganchos. De 1 a 3 horas para realizar el largo. Seguridad: uno o dos seguros seguidos no soportará una caída. Peligro de caída corta (10 metros) poco peligrosa. Material: dos estribos o estribo escalonado son utilizados para progresar. Pitones, ganchos, uñas,...                                                                        |
| A3, artificial duro     | Dificultad: Difícil de colocar los seguros. De 2 a 3 horas para realizar el largo Seguridad: los seguros (clavos, ganchos en grietas...) son de mala calidad y en algún caso solo soportan el peso del escalador. Peligro de caída peligrosa de hasta 20 metros. Material: como A2. Utilización del probador para comprobar los seguros.                                                                                        |
| A4, artificial extremo  | Dificultad: como A3 pero con movimientos más complicados (difícil de alcanzar los puntos de seguridad) y la superación de los pasos de escalada requiere fuerza y resistencia. La colocación de seguros es compleja y requiere mucho tiempo. De 3 a 4 horas para realizar el largo. Seguridad: Varios seguros seguidos (de 6 a 8) solo soportan el peso del escalador. Caídas no limpias de más de 20 metros. Material: como A3 |
| A5, artificial extremo  | Dificultad: como A4 pero la progresión se realiza solo (o casi) con medios artificiales de malísima calidad. Más de 4 horas para realizar el largo. Seguridad: más de 10 emplazamientos que solo aguantan el peso del escalador. Una caída terminaría probablemente en un impacto grave o mortal. Se necesitará comprobar todos los seguros detenidamente Material: como A4                                                     |
| A6, artificial extremo  | Dificultad: como A6. Seguridad: la reunión no aguantará la caída del escalador Material: como A5 |

Un signo "+" o "-" puede ser añadido para designar una dificultad ligeramente superior o inferior. Por ejemplo, un A3+ será ligeramente más difícil que un A3.
La escala está cerrada por arriba. Para solucionar este problema, actualmente los escaladores de EE. UU. han comprimido los grados de las vías (un A4 ha pasado a ser un A3,...). Este movimiento se llama "New Wave".
En los largos donde se combinan pasos de artificial y de libre, se utilizan las dos graduaciones de dificultad. Por ejemplo:
- Un largo de A2/IV tendrá alternados tramos de artificial A2 y de escalada libre IV
- Un largo de A2, IV tendrá un tramo de A2 seguido de un tramo de IV

## Escalada en hielo
La graduación de escalada en hielo está basada en la graduación utilizada en las Montañas Rocosas de Canadá.
La dificultad de una cascada de hielo depende extremadamente de las condiciones del hielo. Además, en algunos casos, tras la primera ascensión de la temporada, la dificultad se reduce por la creación de agujeros creados por los piolets y por la limpieza realizada en la vía de costras de hielo, incómodas estalactitas.
La dificultad de una cascada en esta graduación depende de la inclinación del largo y no de parámetros subjetivos de dificultad como protección, exposición, compromiso ni en los aspectos técnicos de dificultad de la primera ascensión.
La graduación de escalada en hielo se representa con un número de 1 a 7 precedido por WI (Water Ice) en caso de que sea una cascada solo invernal o por AI (Alpine Ice) si es una ruta de hielo permanente. Un signo + es usado para indicar una dificultad técnica ligeramente superior a la del grado correspondiente.
El grado es independiente del número de largos de la vía. Una vía WI4 de 8 largos no será graduada como WI5 simplemente porque es larga.
| Graduación | Inclinación [°]                                                                                                 | Estado del hielo           | Posibilidades de asegurarse                                                   | Otros                                                         |
| ---------- | --- | -------------------------- | ----------------------------------------------------------------------------- | ------------------------------------------------------------- |
| WI1        | pendiente inferior a 60°                                                                                        |                            | muchas y fáciles                                                              | No se requieren de piolets para la progresión                 |
| WI2        | pendientes cortas de 60°-70°                                                                                    | hielo consistente          | buenas protecciones                                                           | Con buena técnica puede ser escalada fácilmente con un piolet |
| WI3        | pendiente sostenida de 70°-80° con algunos pasos (hasta 4 metros) de pendientes casi verticales. Buenos reposos | Grueso y sólido            | reposos con posibilidades de asegurarse                                       |                                                               |
| WI4        | tramos verticales o casi verticales de hasta 10 metros en escalada sostenida de 80°                             | Generalmente buena calidad | colocación de seguros en posición delicada                                    |                                                               |
| WI5        | tramos verticales o casi verticales de hasta 20 metros                                                          | puede ser de mala calidad  | colocación de múltiples seguros en posiciones complicadas y con pocos reposos |                                                               |
| WI6        | escalada vertical o ligeramente extraplomada durante todo el largo (30-60 metros) sin reposos                   | puede ser de mala calidad  | protecciones precarias                                                        | Requerida mucha fuerza y técnica                              |
| WI7        | escalada extraplomada durante gran parte del largo sin reposos.                                                 | hielo fino                 | Casi no es posible el aseguramiento. Muy peligroso                            | Requerida mucha fuerza y técnica                              |

En el sistema de graduación canadiense, a la graduación de dificultad técnica se le puede añadir el grado de compromiso de la vía de hielo. El grado de compromiso vendrá expresado por un número romano del I al VII.
| Graduación | Descripción del compromiso (peligrosidad) |
| ---------- | --- |
| I          | vía corta y segura con pocos tramos en los que hay que ir asegurado. Breve aproximación. Descenso sencillo. Pocos riesgos objetivos. |
| II         | entre 4 y 6 horas de ascensión, normalmente con algún largo en el que haya que ir asegurado. Requiere atención a la hora de seguir la ascensión. Se pueden requerir rapeles o destrepes en el descenso.                                             |
| III        | vía que llevará gran parte del día. En muchos sitios es necesario ir asegurado. Aproximación compleja que requiere de conocimientos invernales, difícil escapatoria. Descenso delicado.                                                             |
| IV         | vía en altura que nos llevará gran parte del día. Tramos complicados que requieren buenos conocimientos técnicos y condición física. Acceso complicado, difíciles escapatorias. Descenso complicado. Peligros potenciales.                          |
| V          | vía en altura que nos llevará el día. Dificultad prolongada con tramos comprometidos que requieren buenos conocimientos técnicos y condición física. Acceso complicado, difícil escapatoria. Descenso complicado. Peligros potenciales importantes. |
| VI         | vía de más de un día en lugar remoto. Escalada técnica difícil con protección delicada o escasa. Aproximación y descenso largos y complicados. Escapatorias o retroceso muy peligrosos. Peligros potenciales importantes.                           |
| VII        | se requieren varios días para completar la vía. Exposición, continuidad y envergadura extremos (máximo compromiso). |

Una vía "WI II 5" tiene un compromiso II con una dificultad técnica 5.
Las vías de hielo (principalmente cascadas de hielo) con compromiso I suelen ser descritas solo con el grado de dificultad (por ejemplo, "WI 5"). En Pirineos y Alpes, las vías de hielo con mayor compromiso son también graduadas con el sistema francés (por ejemplo, "MD sup.").
No confundir el grado de compromiso de las vías de hielo (por ejemplo, "WI IV 5") con el grado de dificultad de las vías clásicas (por ejemplo, "D.inf, IV").
En algunos países (por ejemplo, Austria) las vías alpinas de nieve y hielo vienen descritas únicamente por la pendiente máxima de hielo o nieve de la ruta. Por ejemplo, 80°.

## Escalada mixta deportiva
La graduación de escalada mixta deportiva (también llamada dry tooling) utiliza, como en el sistema de graduación de hielo, los parámetros de exigencia física y técnica de la ruta. Los grados se representan con una M (Mixto) seguido de un número árabe. La escala está abierta por arriba. Se puede ajustar mejor el grado añadiendo un signo "+" o "-".
La escalada mixta deportiva requiere de piolets y crampones específicos para progresar por la roca. En algunas vías de escalada mixta deportiva hay ausencia de tramos de hielo y solo se progresa por la roca.
| Graduación | Descripción                                                                                                 | Max dificultad de la sección de hielo |
| ---------- | --- | ------------------------------------- |
| M1-3       | Fácil |                                       |
| M4         | Inclinado a vertical                                                                                        | WI4                                   |
| M5         | Terreno vertical y sostenido                                                                                | WI5                                   |
| M6         | Terreno de vertical a extraplomado                                                                          | WI6                                   |
| M7         | Extraplomado; requerida fuerza y técnica; menos de 10 metros de difícil escalada.                           | WI7                                   |
| M8         | Techos casi horizontales; requerida mucha fuerza y técnica; boulder o largas cruces                         | WI7                                   |
| M9         | O tramo vertical continuo, o ligeramente extraplomado con escasas reposos, o techo de 4 a 6 metros          | WI7                                   |
| M10        | Un techo de roca de al menos 10 metros, o 30 metros de extraplomo con movimientos de fuerza y sin descansos | WI7                                   |
| M11        | Un largo de cuerda en extraplomo, o hasta 15 metros de techo.                                               | WI7                                   |
| M12        | M11 con pasos de boulder, movimientos dinámicos y complicados bloqueos                                      | WI7                                   |

## Escalada en nieve
La dificultad en nieve está descrita por la pendiente máxima (ej.: 70°) o por el rango aproximado de su pendiente máxima (ej.: 70°-80°).

## Vía ferrata
La graduación de vías ferrata está basada en la escala "Hüsler" (fácil, poco difícil, algo difícil, ... ) a la que se le ha añadido una letra de la A (fácil) a la E (extremadamente difícil)
| Graduación                 | Descripción |
| -------------------------- | --- |
| A (poco difícil)           | Dificultad: fácil Terreno: de horizontal a inclinado, principalmente rocoso y es posible que haya algún paso expuesto Seguridad: cables, cadenas, grapas y esporádicas escaleras cortas; la mayoría de la progresión se puede hacer sin necesidad de material de seguridad Condición física: seguridad al andar, recomendado ausencia de vértigo Material: material de vías ferratas recomendado. Las personas con experiencia en vías ferratas pueden progresar sin material de aseguración. |
| B (algo difícil)           | Dificultad: de fácil a algo difícil. Algunas veces, vías ferrata más exigentes físicamente. Terreno: terreno de roca empinado, con algunos pasos cortos expuestos Seguridad: cables, cadenas, grapas, clavijas para el pie, escaleras largas; posible progresión sin utilizar el material de aseguramiento pero con dificultades de escalada de hasta 3 (UIAA) Condición física: como en A. No obstante, es recomendable una mejor condición física y mayor fuerza y resistencia en los brazos y piernas Material: recomendado material de vía ferrata. También es posible la progresión con cuerda. |
| C (difícil)                | Dificultad: la mayor parte difícil y exige buena condición física y fuerza. Terreno: inclinado a muy inclinado, la mayoría con pasos pequeños, largos o muchos pasajes expuestos Seguridad: cables, grapas, clavijas para el pie, largas escaleras frecuentes o incluso extraplomadas, las grapas y clavijas pueden también encontrarse lejos entre ellas; en algunos pasos verticales solo un cable para asegurarse; posible progresión sin utilizar el material de aseguramiento pero con dificultades de escalada de hasta 4 (UIAA). Condición física: buena condición física Material: como en B, recomendado material de vía ferrata. Recomendable el aseguramiento de inexpertos y niños con cuerda. |
| D (muy difícil)            | Dificultad: muy difícil, y con gran exigencia física Terreno: vertical, a menudo también tramos extraplomados; normalmente expuesto. Seguridad: cable, grapas y clavijas de pie (a menudo se encuentran muy separadas); en pasos verticales y expuestos frecuentemente solo hay un cable para asegurarse Condición física: como en C, no obstante, se necesita suficiente fuerza en brazos y manos, ya que puede haber largos tramos verticales y extraplomados; posible también que haya pequeños tramos de escalada (hasta grado 2) sin seguros. Material: material de ascensión de ferrata obligatorio, incluso escaladores experimentados deben ir encordados; no apto para principiantes.             |
| E (extremadamente difícil) | Dificultad: extremadamente difícil, ya que requieren mucha fuerza y resistencia Terreno: de vertical a extraplomado; generalmente expuesto; pequeños apoyos. Seguridad: como D, no obstante normalmente combinada con escalada Condición física: mucha fuerza en las manos (dedos), brazos y piernas, muy buena condición física, movilidad, puede que en largos tramos recaiga el peso en los brazos. Material: equipo de ascensión de ferratas obligatorio, escaladores experimentados deben ir encordados especialmente en los tramos de escalada; no apto para principiantes. |

## Escalada en bloque
Búlder (adaptación del inglés boulder), escalada en bloque o bouldering, es una modalidad de escalada que consiste en escalar bloques de roca o pequeñas paredes, que pueden ser de hasta 8 metros, sin la necesidad de los materiales de protección convencionales de la escalada (cuerda, arnés, elementos de fijación, etc.) se realiza de lado y subiendo muy poco. La roca presenta "problemas" a resolver, tanto en ascenso como en travesía (horizontal). En este tipo de escalada prima la dificultad extrema durante trayectos muy cortos. Escalar en esta modalidad se conoce en argot como "blocar".
Como pasa con la escalada deportiva, existen varias graduaciones, basadas en el nivel físico y técnico exigido, así como otros parámetros, a la hora de realizar un bloque. Aquí se presentan las dos graduaciones más usadas y su equivalencia: Hueco Tanks y Fontainebleau.
| HUECO TANKS | FONTAINEBLEAU |
| ----------- | ------------- |
| V1          | 5             |
| V2          | 5+            |
| V3          | 6a            |
| V3/4        | 6a+           |
| V4          | 6b            |
| V4/5        | 6b+           |
| V5          | 6c            |
| V5/6        | 6c+           |
| V6          | 7a            |
| V7          | 7a+           |
| V8          | 7b            |
| V8/9        | 7b+           |
| V9          | 7c            |
| V10         | 7c+           |
| V11         | 8a            |
| V12         | 8a+           |
| V13         | 8b            |
| V14         | 8b+           |
| V15         | 8c            |
| V16         | 8c+           |
| V17         | 9a            |